# ليونارد وايتينغ
ليونارد وايتينغ (مواليد 30 يونيو 1950) هو ممثل ومغني بريطاني، أشتهر بدور روميو في فيلم روميو وجولييت.

## وصلات خارجية
- ليونارد وايتنج على موقع IMDb (الإنجليزية)
- ليونارد وايتنج على موقع الموسوعة البريطانية (الإنجليزية)
- ليونارد وايتنج على موقع روتن توميتوز (الإنجليزية)
- ليونارد وايتنج على موقع ألو سيني (الفرنسية)
- ليونارد وايتنج على موقع أول موفي (الإنجليزية)
- ليونارد وايتنج على موقع قاعدة بيانات الأفلام السويدية (السويدية)
- ليونارد وايتنج على موقع إن إن دي بي (الإنجليزية)
- ليونارد وايتنج على موقع قاعدة بيانات الفيلم (الإنجليزية)
- ليونارد وايتنج على موقع كينوبويسك (الروسية)

لم يتم العثور على روابط لمواقع التواصل الاجتماعي.